# 大聖天王
大聖天王（だいせいてんおう）は、南宋の時代に楚政権を継承した楊么（楊太）が使用した可能性が指摘されている私年号。1133年 - 1136年。大聖天王は自らの号であり、私年号でないという解釈も有力である。

## 西暦との対照表
| 大聖天王 | 元年   | 2年    | 3年    | 4年    |
| 西暦     | 1133年 | 1134年 | 1135年 | 1136年 |
| 干支     | 癸丑   | 甲寅   | 乙卯   | 丙辰   |